# Lokální anestetikum

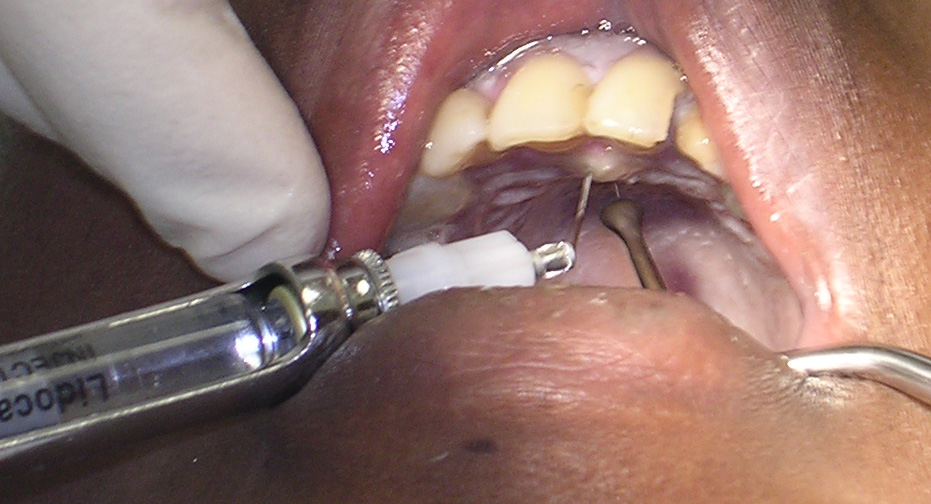
Místní anestezie pro extrakci zubu

Lokální anestetikum (též místní anestetikum) je látka, která přerušuje vodivost nervového vlákna pro nervový vzruch. Brání depolarizaci vlákna blokádou sodíkových kanálů. Stejný účinek má lokální působení chladu nebo mrazu. Toto však již nemá širšího klinického použití (byť se občas pro tyto účely používá například chlorethan).
Molekula místního anestetika je tvořena třemi částmi: aromatickou částí (odpovídá za rozpuštění v tucích a vazbu na plazmatické bílkoviny, a tím za stupeň účinnosti a délku trvání), amidovou nebo esterovou vazbou a aminem (ten odpovídá za rozpustnost ve vodě).

Struktura lokálních anestetik

Estery mají krátký poločas rozpadu, hydrolyzují spontánně. Amidy jsou stabilní. Až na kokain, který má vasokonstrikční účinky (stažení průsvitu cév), ostatní místní anestetika mají účinek vasodilatační (zvětšují průsvit). K prodloužení účinku a snížení toxicity jsou k nim přidávány příměsi vasokonstrikčních látek, které zpomalí vstřebávání v místě aplikace (např. příměs adrenalinu v poměru 1:200 000). Časté byly alergické reakce na místní anestetika esterového typu, jejichž příčinou byl vznik kyseliny paraaminobenzoové (PABA) při hydrolýze prokainu. Nejzávažnější komplikací však je toxická reakce. Je dána vzestupem koncentrace místního anestetika v senzitivních orgánech, hlavně CNS a srdci. Tam vyvolá stejný účinek jako v nervu, tedy zablokuje sodíkové kanály membrán. Prvními příznaky je brnění či mrtvění jazyka a úst, zmatenost a pocit úzkosti s nástupy křečí, bezvědomím a zástavou dýchání.
| generický název | obchodní název | typ vazby | užití                   |
| --------------- | -------------- | --------- | ----------------------- |
| kokain          |                | ester     | topické (ORL, oční)     |
| prokain         | Novokain       | ester     | malé (kvůli alergiím)   |
| benzokain       |                | ester     | topické                 |
| lidokain        | Xylocain       | amid      | všechny druhy anestezií |
| prilokain       | Citanest       | amid      | všechny druhy anestezií |
| bupivakain      | Marcaine       | amid      | svodné                  |
| trimekain       | Mesokain       | amid      | všechny druhy anestezií |
| artikain        | Ultrakain      | amid      | všechny druhy anestezií |